# تل شهید
تل شهید در شهرستان قیروکارزین، کیلومتر ۵ جاده قیر به هنگام واقع شده و این اثر در تاریخ ۸ مرداد ۱۳۸۱ با شمارهٔ ثبت ۶۰۸۴ به‌عنوان یکی از آثار ملی ایران به ثبت رسیده است.